# حصار القسطنطينية (53-60 هـ)
اعتُبر أوّلُ حِصَارٍ إسْلامِيّ لِلقُسْطَنْطِينيّة سنة 674-678 صراعًا رئيسيًا للحروب الإسلامية البيزنطية، وكان أول تتويج لاستراتيجية الخلافة الأموية التوسعية تجاه الإمبراطورية البيزنطية، بقيادة الخليفة معاوية بن أبي سفيان، الذي عُين عام 661 حاكمًا للإمبراطورية العربية الإسلامية في أعقاب الحرب الأهلية، جدد ذلك حملة الفتوحات العربية الإسلامية بعد انقطاع دام بضع سنوات، وكان يأمل في توجيه ضربة قاتلة من خلال الاستيلاء على العاصمة البيزنطية، القسطنطينية.
أفاد المؤرخ البيزنطي تيوفان المعرف، كان الهجوم العربي منهجيًا: في سنة 672-673 أمّن أسطولًا عربيًا قواعد على طول سواحل آسيا الصغرى (الأناضول)، ثم شرع في فرض حصار واسع حول القسطنطينية.  استخدموا شبه جزيرة سيزيكوس بالقرب من المدينة كقاعدة لقضاء الشتاء، وعادوا كل ربيع لشن هجمات على تحصينات المدينة. أخيرًا، تمكن البيزنطيون، تحت حكم الإمبراطور قسطنطين الرابع، من تدمير البحرية العربية باستخدام اختراع جديد، وهو المادة الحارقة السائلة المعروفة باسم النار الإغريقية. كما هزم البيزنطيون الجيش العربي البري في آسيا الصغرى، ما أجبرهم على رفع الحصار.  كان للنصر البيزنطي أهمية كبرى لبقاء الدولة البيزنطية، حيث انحسر التهديد العربي لبعض الوقت. وُقع على معاهدة سلام بعد فترة وجيزة، وبعد اندلاع حرب أهلية إسلامية أخرى (الفتنة الثانية)، شهد البيزنطيون فترة من الهيمنة على الخلافة.
ترك الحصار العديد من الآثار في أساطير العالم الإسلامي الناشئ، على الرغم من اختلاطه بروايات عن رحلة استكشافية أخرى على المدينة قبل بضع سنوات، بقيادة الخليفة المستقبلي يزيد الأول. ونتيجة لذلك، شُكك في صحة رواية تيوفان في عام 2010 من قبل الباحث بجامعة أكسفورد جيمس هوارد جونستون، ومؤخرًا من قِبل ماريك يانكوفياك. ركزت تحليلاتهم بشكل أكبر على المصادر العربية والسريانية، لكنهم توصلوا إلى استنتاجات مختلفة حول تأريخ ووجود الحصار.  من ناحية أخرى، وصلت أصداء حصار واسع النطاق للقسطنطينية ومعاهدة سلام لاحقة إلى الصين، حيث سُجلت في تواريخ لاحقة لسلالة تانغ.

## الخلفية
بعد معركة اليرموك الكارثية عام 636، سحبت الإمبراطورية البيزنطية الجزء الأكبر من قواتها المتبقية من المشرق إلى آسيا الصغرى، التي كانت محمية من التوسع الإسلامي بسبب جبال طوروس. ترك ذلك المجال مفتوحًا للمحاربين من الخلافة الراشدة الناشئة لاستكمال غزوهم لسوريا، لتسقط بعدها بفترة قصيرة مصر أيضًا. بدأت غارات المسلمين على منطقة الحدود القيليقية وعمق آسيا الصغرى في وقت مبكر من عام 640، واستمرت في عهد معاوية، حاكم المشرق آنذاك. أشرف معاوية أيضًا على تطوير البحرية الإسلامية، والتي في غضون سنوات قليلة نمت لتصبح قوية بما فيه الكفاية لاحتلال قبرص، وشن حملات على كوس، ورودس، وكريت في بحر إيجة. أخيرًا، حققت البحرية الإسلامية الناشئة انتصارًا ساحقًا على نظيرتها البيزنطية في معركة فينيكس (معركة ذات الصواري) عام 655. بعد مقتل الخليفة عثمان واندلاع الحرب الأهلية الإسلامية الأولى، توقفت الهجمات العربية على بيزنطة. في عام 659، أبرم معاوية هدنة مع بيزنطة، بما في ذلك دفع جزية للإمبراطورية.
استمر السلام حتى نهاية الحرب الأهلية الإسلامية في عام 661، والتي خرج منها معاوية وعشيرته منتصرين، ما أدى إلى إقامة الخلافة الأموية. في العام التالي، بدأت هجمات المسلمين من جديد، تصاعد الضغط مع بدء حلول فصل الشتاء على الجيوش الإسلامية على الأراضي البيزنطية غرب جبال طوروس، ما زاد من الاضطراب الذي تسبب في الاقتصاد البيزنطي. وكانت هذه البعثات البرية تقترن في بعض الأحيان بغارات بحرية على سواحل جنوب آسيا الصغرى. في عام 668، أرسل العرب المساعدات إلى سابوريوس، إستراتيجوس (قائد جيش) في أرمينيا، الذي تمرد هناك وأعلن نفسه إمبراطورًا. وصلت القوات العربية تحت حكم فضالة بن عبيد بعد فوات الأوان لمساعدة سابوريوس، الذي توفي بعد سقوطه عن حصانه، وأمضوا فصل الشتاء في هيكسابوليس حول ملطية في انتظار التعزيزات.
في ربيع 669، بعد تلقي قوات إضافية، دخل فضالة إلى آسيا الصغرى وتقدم حتى خلقدون، على الشاطئ الآسيوي لمضيق البوسفور على الجانب الآخر من العاصمة البيزنطية، القسطنطينية. صُدت الهجمات العربية على خلقدون، وهُلِك الجيش العربي بسبب المجاعة والمرض. أرسل معاوية جيشًا آخر، بقيادة ابنه (الخليفة المستقبلي) يزيد، لمساعدة فضالة. تختلف الروايات عما ما تبع ذلك. يذكر المؤرخ البيزنطي تيوفان المعرف أن العرب بقوا قبل خلقدون لفترة قبل أن يعودوا إلى سوريا، وأنهم في طريقهم استولوا على عمورية. كانت هذه هي المرة الأولى التي حاول فيها العرب الاستيلاء على قلعة في المناطق الداخلية من آسيا الصغرى بعد انتهاء فترة الحملات، وربما كان ذلك يعني أن العرب كانوا يعتزمون العودة العام المقبل واستخدام المدينة كقاعدة لهم، لكن استعاد البيزنطيون عمورية خلال الشتاء اللاحق. في المقابل، أفادت مصادر عربية بأن المسلمين عبروا الحدود إلى أوروبا وشنوا هجومًا فاشلًا على القسطنطينية نفسها قبل أن يعودوا إلى سوريا. نظرًا لعدم وجود أي ذكر لمثل هذا الاعتداء في المصادر البيزنطية، فمن المرجح أن المؤرخين العرب – مع الأخذ بعين الاعتبار وجود يزيد وحقيقة أن خلقدون هي إحدى ضواحي القسطنطينية – «رفعوا» الهجوم على خلقدون لتحضير هجوم على العاصمة البيزنطية نفسها.

## الحملة
أرسل معاوية بن أبي سفيان حملة برية فاخترقت آسيا الصغرى وافتتحت حصونًا كثيرة في الأناضول حتى وصلت إلى سواحل بحر مرمرة، ثم بعث معاوية ابنه يزيد بن معاوية مدداً لسفيان بن عوف وجعله أميرًا شرفيًا على الحملة ومعه نفر من أبناء الصحابة مثل عبد الله بن عباس وعبد الله بن عمر وعبد الله بن الزبير وأبو أيوب الأنصاري.
وقد اشتبك المسلمون مع الروم في القتال واستشهد الكثير من الصحابة منهم أبو أيوب الأنصاري الذي دُفن بالقرب من مدينة «بروسة (بورصة)» ثم دُفن في أصل حصن القسطنطينية. وقد حال الشتاء القارس وصعوبة الإمدادات البشرية والتموينية - لبعد المسافة وضعف وسائل النقل في ذلك الوقت - ثم نقص الأطعمة والأغذية وتفشي الأمراض بين الجند، ومناعة القسطنطينية فحال ذلك كله دون فتح المدينة. ولقد حاول المسلمون اختراق أسوارها بعد حصارها إلا أنهم فشلوا في ذلك فعادوا دون خسائر كبيرة عام 50 هـ.

## نبوة النبي محمد بالحصار
تنبأ النبي محمد ﷺ بهذه الحملة ووعد أهلها المغفرة، فقال فيما رواه البخاري عن أم حرام بنت ملحان: أول جيش من أمتي يركبون البحر قد أوجبوا ، وأول جيش من أمتي يغزون مدينة قيصر مغفور لهم.
وكان الدرس الهام الذي خرج به معاوية من هذه الحملة هو ضرورة تدعيم القوات البرية التي تغزو القسطنطينية بقوات بحرية ضخمة، حيث تحيط المياه بالمدينة من ثلاث جهات، وعكف على تجهيز هذا الأسطول مدة أربع سنوات استطاع خلالها تدريبه عمليًا بإسترداد جزيرة رودس عام 52 هـ، وكان الروم قد استردوها أثناء فترة خلافة عثمان بن عفان، ثم جزيرة أرواد عام 54 هـ، والتي جعل منها المسلمون بعد ذلك مقرًا لإدارة الحصار الثاني للقسطنطينية، والذي بدأ عام 54 هـ.